# 伊藤祐太郎
伊藤 祐太郎（いとう ゆうたろう、1910年9月16日 - 1983年2月5日）は、日本の経営者。千代田火災海上保険社長を務めた。東京都出身。

## 経歴
1933年に明治大学法学部政治学科を卒業し、1935年4月に千代田火災海上保険に入社。1960年6月に取締役に就任し、1963年6月に常務、1965年6月に専務、1969年6月に副社長を経て、1977年7月から1980年7月までに社長を務めた。
1980年11月に勲四等旭日小綬章を受章。
1983年2月5日に急性心不全のために死去。72歳没。